# Międzynarodowy Kongres Botaniczny
Międzynarodowy Kongres Botaniczny (ang. International Botanical Congress, IBC) – oficjalne spotkania botaników różnych specjalizacji z całego świata organizowane co 6 lat. Spotkania organizowane są przez Międzynarodowy Związek Towarzystw Botanicznych i Mikologicznych (ang. International Association of Botanical and Mycological Societies, IABMS) w różnych miejscach na świecie. Pierwszy Kongres odbył się w roku 1900 w Paryżu. 

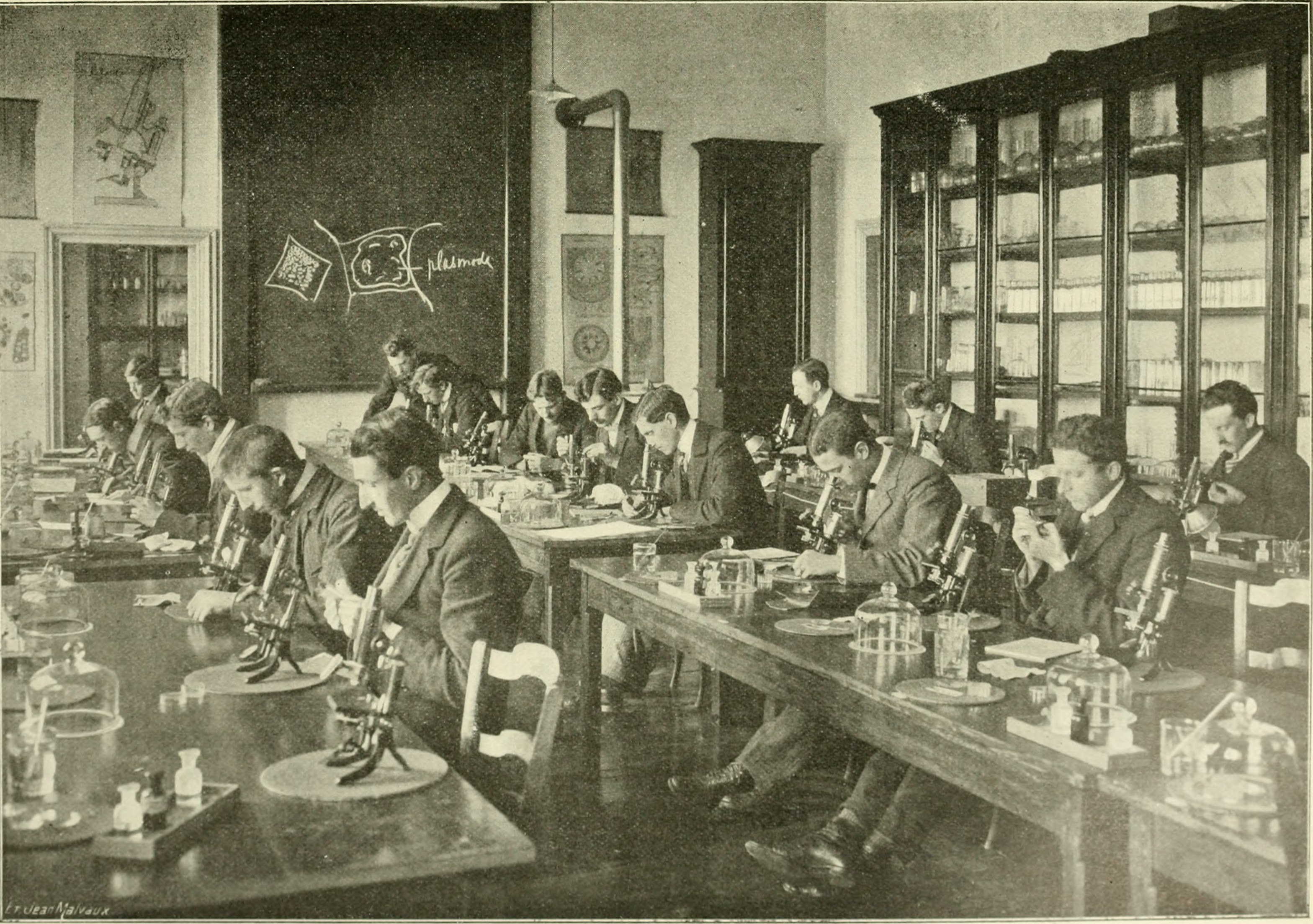
Kongres 1910 w Brukseli

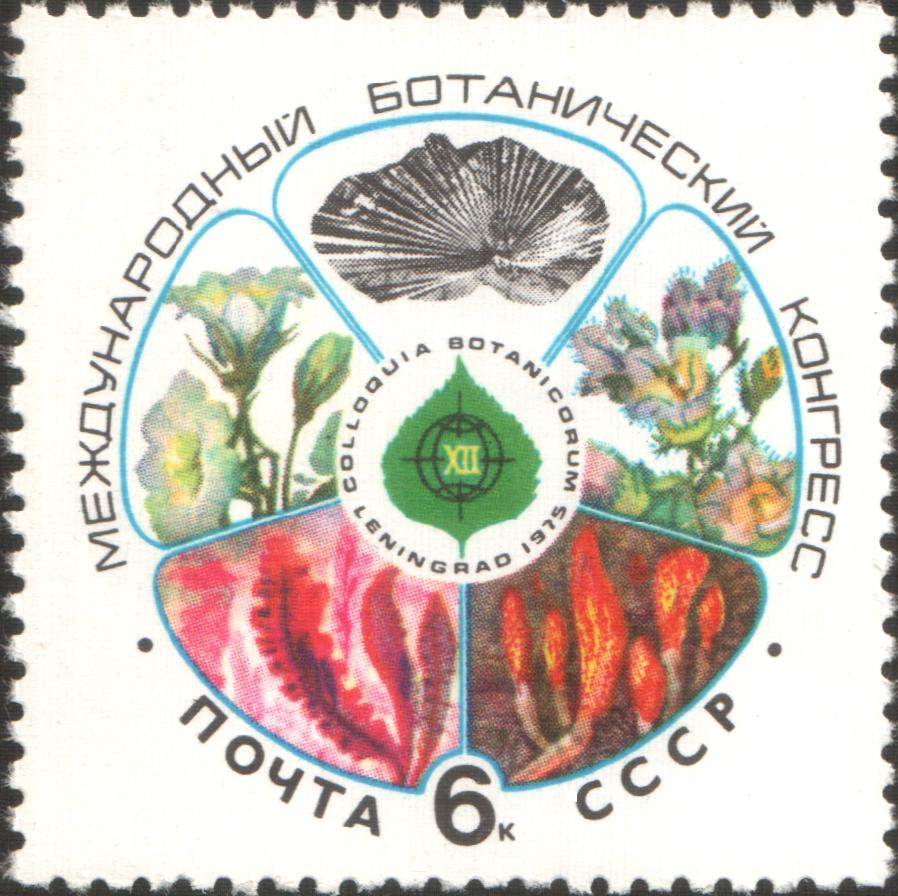
Kongres 1975 w Leningradzie na znaczku pocztowym

Kongres 1987 w Berlinie na znaczku pocztowym

Kongres jest uprawniony do dokonywania zmian w Międzynarodowym Kodeksie Nomenklatury Botanicznej. Formalnie zmiany zatwierdzane są podczas sesji plenarnej, w praktyce zatwierdzane są zmiany wprowadzane przez Sekcję Nomenklatoryczną (ang. Nomenclature Section). Członkowie tej sekcji spotykają się przed Kongresem i uzgadniają projektowane zmiany w Kodeksie Nomenklatury Botanicznej. W celu uniknięcia zmian kontrowersyjnych, błędnych lub nazbyt pośpiesznych do ich aprobaty wymagana jest 60% głosów członków sekcji.
Nazewnictwo roślin uprawnych ustala Międzynarodowy kodeks nomenklatury roślin uprawnych.
Wykaz kongresów botanicznych:
| Nr    | Rok  | Miasto    | Państwo         |
| ----- | ---- | --------- | --------------- |
| I     | 1900 | Paryż     | Francja         |
| II    | 1905 | Wiedeń    | Austria         |
| III   | 1910 | Bruksela  | Belgia          |
| IV    | 1926 | Ithaca    | USA             |
| V     | 1930 | Cambridge | Wielka Brytania |
| VI    | 1935 | Amsterdam | Holandia        |
| VII   | 1950 | Sztokholm | Szwecja         |
| VIII  | 1954 | Paryż     | Francja         |
| IX    | 1959 | Montreal  | Kanada          |
| X     | 1964 | Edynburg  | Wielka Brytania |
| XI    | 1969 | Seattle   | USA             |
| XII   | 1975 | Leningrad | ZSRR            |
| XIII  | 1981 | Sydney    | Australia       |
| XIV   | 1987 | Berlin    | Niemcy          |
| XV    | 1993 | Tokio     | Japonia         |
| XVI   | 1999 | St. Louis | USA             |
| XVII  | 2005 | Wiedeń    | Austria         |
| XVIII | 2011 | Melbourne | Australia       |
| XIX   | 2017 | Shenzhen  | Chiny           |
| XX    | 2024 | Madryt    | Hiszpania       |